# 柘植康英
柘植 康英（つげ こうえい、1953年8月6日 - ）は、日本の経営者。東海旅客鉄道（JR東海）第5代代表取締役会長。現在は相談役。

## 略歴
岐阜県大垣市出身。岐阜県立岐阜高等学校、東京大学経済学部卒業。
1977年4月、日本国有鉄道入社。1985年3月、同新潟鉄道管理局（現・JR東日本新潟支社）総務部人事課長。1987年4月、国鉄民営化に伴い、東海旅客鉄道株式会社入社。1989年3月、同総合企画本部経営管理部管理課長。1991年5月、同人事部企画担当課長。
1992年6月、同人事部勤労課長。1994年6月、同人事部人事課長。1996年6月、同総務部次長。2000年6月、同総務部長。2002年6月、同取締役人事部長。2006年6月、同常務取締役秘書部長。2008年6月、同代表取締役副社長。2014年4月、同代表取締役。2018年4月、同代表取締役会長。2023年4月、同取締役相談役。2025年6月、相談役。
＜社外＞
- 中部経済同友会 筆頭代表幹事(2011年4月〜2014年4月)
- 国土審議会 委員(2019年3月〜2025年2月)
- 愛知県公安委員会 委員(2020年7月〜2023年12月)
- 名古屋ロータリークラブ会長(2021年7月～2022年7月)
- 一般社団法人中部経済連合会 副会長(2014年6月〜)
- 学校法人海陽学園 副理事長(2016年4月〜2025年5月)
- 在名古屋フィンランド名誉領事(2021年1月～)[1]
- 公益財団法人日本野球連盟　東海地区連盟 会長(2021年3月~)
- 丸八会 会長（2025年2月～）

## 人物
- 実家は大垣市にある真宗大谷派の久遠寺[2]。副社長時代には中部経済同友会の筆頭代表幹事を務めた。現在は中部経済連合会副会長を務めている。
- 大学では、武田隆夫ゼミに所属。のちに東京海上日動社長を務めた北沢利文、みずほFG社長・みずほ銀行頭取を歴任した佐藤康博らとゼミ活動。野尻湖や水上高原などでのゼミ合宿で野外活動を楽しんだ。
- 九州旅客鉄道相談役の唐池恒二、同社会長の青柳俊彦とは同い年で、国鉄での同期に当たる。
- 趣味はテニス、ゴルフ、クラシック音楽鑑賞。大学時代は応援部吹奏楽団に所属し、ユーフォニウム奏者で責任者を務めた。神宮球場で東京六大学野球に出かけた[3]。
- 国鉄10年を含む長年の人事職の経験から「人」を大事にし、「人が満足感を持って働けることができることが、安全確保の前提条件」という[4][5]。長期勤続を奨励し、JR東海の離職率は1%程度と低い[6][7]。「10人の1歩は1人の10歩に勝る」とチームワークを大事にする。
- 柘植の社長就任後は、商品化の許諾などの版権関係に於いて、それまでのJR東海の許諾方針を一部転換した[8]。
  - 製作協力については、鉄道模型や一部の鉄道グッズ、テレビドラマの製作を除いて、社長が山田佳臣までの頃には原則的に拒否していたが、柘植以降はこの方針が見直され、「シンカリオン」や「君の名は。」、「ゆるキャン△」などアニメについても協力を行っている。
  - ゲームに関しても、社長が山田までの頃には原則的に使用許諾を一切行っていなかったが、これも柘植は見直し、社長就任翌年の2015年に「A列車で行こう9」にて「A列車で行こう9 JR東海パック」として使用許諾を行ったほか、会長就任後の2019年11月には「電車でGO!」についても許諾を行い中央西線が配信されている。
  - 社員の提案に対して、柘植などの当時の上層部の理解と協力により、インターネットを活用した中古鉄道車両部品通信販売サイト「JR東海鉄道倶楽部」の開設や、エクスプレス予約の規定を緩和したスマートEXサービスの開始、既存車両の有効活用ながら観光列車の運行など、実質的に「古巣」であるJR東日本のスタイルを取り入れている。
- この他、中古車両の他社譲渡は新幹線車両のJR西日本への仕様統一目的での譲渡以外は行っていなかったが、キハ11形のミャンマー国鉄への譲渡をはじめ、119系電車（えちぜん鉄道）、371系電車（富士急行）への譲渡を積極的に行なっている。